# Let It Happen
Let It Happen è una compilation della band pop punk statunitense MxPx. Pubblicato nel 1998, contiene una serie di B-side registrati prima che il gruppo passasse dalla Tooth & Nail Records alla A&M Records. Nel novembre 2006 è uscita una versione deluxe dell'album, con una lista di tracce leggermente diversa dall'originale.

## Tracce
1. Never Learn
2. Begin to Start
3. Swing Set Girl
4. Sick Boy
5. Oh Donna
6. Small Town Minds
7. First Class Mail
8. Can't See Not Saying
9. GSF
10. Thoughts and Ideas
11. Easier Said than Done
12. Rock and Roll Girl
13. Important Enough to Mention
14. Elvis is Dead
15. Lifetime Enlightenment
16. Let It Happen
17. Hot and Cold
18. So Kill Me
19. Suggestion Box
20. Creation
21. Want Ad
22. Honest Answers
23. Late Last Night
24. Biased Bigotry
25. Circumstance
26. Do Your Feet Hurt? (Critter Version)
27. Move to Bremerton (Extended Version)
28. Chick Magnet (Demo Version)
29. Sorry So Sorry (Demo Version)
30. Christalena (Demo Version)
31. South Bound (Demo Version)
32. Life in General (Demo Version)

## Formazione
- Mike Herrera (voce e basso)
- Tom Wisniewski (chitarra)
- Yuri Ruley (batteria)